# Moše Danon
Moše Danon (geboren im 18. Jahrhundert; gestorben  1830 in Stolac, Eyâlet Bosnien, Osmanisches Reich) war  Großrabbiner von Sarajewo und gilt als jüdischer Heiliger.

## Leben

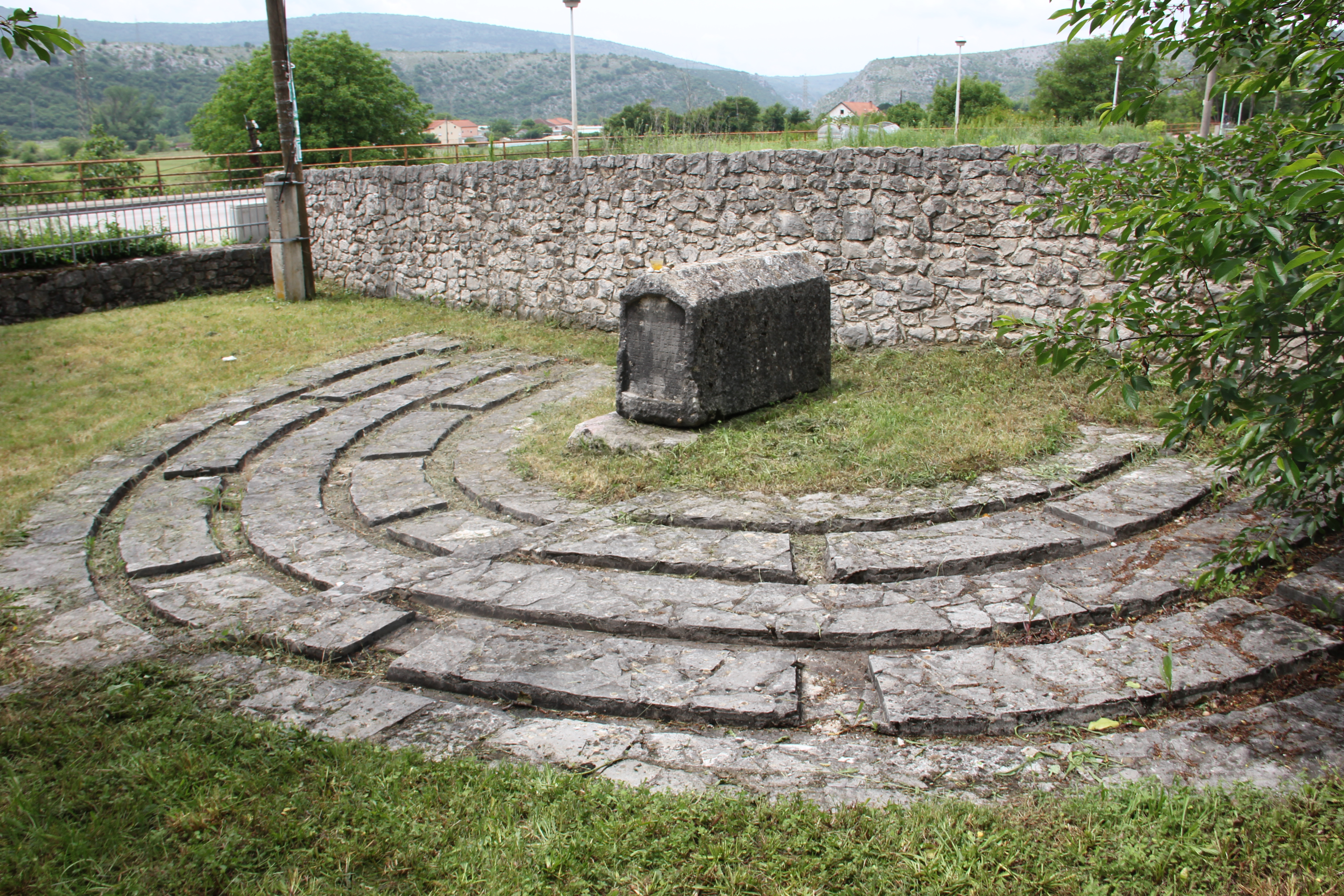
Grabmal von Moše Danon in Ošanjići

Rav Moše Danon war von 1815 bis 1830 Großrabbiner der Sephardim von Sarajewo. 
Im Jahre 1820 wurde Moše Danon und zehn höher gestellte Mitglieder der jüdischen Gemeinde beschuldigt einen lokalen Derwisch ermordet zu haben, der sich vom Judentum abgewandt hatte und zum Islam übergetreten war. Danon drohte die Todesstrafe, die jedoch bei Entrichtung  einer Dschizya in Höhe von 500.000 Groschen nicht vollstreckt würde. Die jüdische Gemeinde von Sarajewo konnte diese geforderte Geldsumme nicht aufbringen und bat die lokale muslimische Bevölkerung um ihre Hilfe. Die muslimische Bevölkerung stürmte das Gefängnis und befreite Rabbi Moše Danon und die mit ihm inhaftierten jüdischen Gemeindemitglieder.
Danon begab sich im Jahre 1830 auf eine Pilgerreise. Er wollte von Dubrovnik aus auf einem Schiff ins Heilige Land reisen, verstarb aber aufgrund einer Erkrankung in einem Kaffeehaus in Stolac. 
Das Grab Moše Danons befindet sich einige Kilometer westlich von Stolac im Dorf Ošanjići. Es wurde bis zum Holocaust jedes Jahr am ersten Sonntag im Juli von jüdischen Pilgern aufgesucht.